# Finala Campionatului Mondial de Fotbal 1938
Finala Campionatului Mondial de Fotbal 1938 a fost meciul decisiv de la Campionatul Mondial de Fotbal din 1938. Meciul s-a jucat între Italia și Ungaria. Italia a câștigat cu 4-2 ultimul turneu înainte de Al Doilea Război Mondial.
Finala a avut loc pe Stade Olympique de Colombes în Paris. Italia a deschis scorul, dar a fost egalată în doar două minute de Ungaria. Italia a trecut din nou în frunte la scurt timp, iar la finalul primei reprize conducea cu 3-1. Ungaria nu a revenit cu adevărat în joc în nici un moment. Scorul final a fost 4-2 pentru Italia, astfel devenind prima echipă care a câștigat trofeul de două ori consecutiv.

## Detaliile meciului
| Italia                          | 4 – 2  | Ungaria              |
| ------------------------------- | ------ | -------------------- |
| Colaussi 6', 35' Piola 16', 82' | Report | Titkos 8' Sárosi 70' |

| Italia | Ungaria |

| ITALIA:        |  |                     |
|                |  |                     |
| P              |  | Aldo Olivieri       |
| F              |  | Alfredo Foni        |
| F              |  | Pietro Rava         |
| M              |  | Pietro Serantoni    |
| M              |  | Michele Andreolo    |
| M              |  | Ugo Locatelli       |
| A              |  | Amedeo Biavati      |
| A              |  | Giuseppe Meazza (c) |
| A              |  | Silvio Piola        |
| A              |  | Giovanni Ferrari    |
| A              |  | Gino Colaussi       |
| Manager:       |  |                     |
| Vittorio Pozzo |  |                     |

| UNGARIA:        |  |                  |
|                 |  |                  |
| P               |  | Antal Szabo      |
| F               |  | Gyula Polgar     |
| F               |  | Sandor Biro      |
| M               |  | Antal Szalay     |
| M               |  | Gyorgy Szucs     |
| M               |  | Gyula Lazar      |
| A               |  | Ferenc Sas       |
| A               |  | Gyula Zsengeller |
| A               |  | Gyorgy Sarosi    |
| A               |  | Jeno Vincze      |
| A               |  | Pal Titkos       |
| Antrenor:       |  |                  |
| Alfred Schaffer |  |                  |

| Regulile meciului: - 90 minute - Rejucare dacă scorul este egal |